# Perrierina perstriata
Perrierina perstriata är en musselart som beskrevs av Fleming 1948. Perrierina perstriata ingår i släktet Perrierina och familjen Cyamiidae. Inga underarter finns listade i Catalogue of Life.